# Șalvirii Noi, Drochia
Șalvirii Noi este un sat din cadrul comunei Palanca din raionul Drochia, Republica Moldova.

## Demografie

### Structura etnică
Structura etnică a satului conform recensământului populației din 2004, satul avea 397 de locuitori: 362 moldoveni/români și 35 ucraineni.